# Alexandra Charles
Pour les articles homonymes, voir Charles.
Alexandra Charles est une costumière française. 
En 2020, elle est nommée dans la catégorie "Meilleurs costumes" lors de la 45e cérémonie des César.

## Théâtre
- 2004 : La Lune des pauvres de Jean-Pierre Siméon, mise en scène de Didier Kerckaert
- 2004 : Papa Alzheimer de Luc Tartar, mise en scène de Laurent Hatat
- 2005 : Disco Pigs d'après Enda Walsh, mise en scène d'Arnaud Anckaert
- 2007 : Saint-Kilda, l'île des hommes-oiseaux, mise en scène de Thierry Poquet
- 2008 : Le Cri de l'oie d'après Christophe Tarkos, mise en scène de Thierry Poquet
- 2010 : La Langue dans le crâne de Bertrand Reynaud, mise en scène de Thierry Poquet
- 2012 : Orphelins de Dennis Kelly, mise en scène d'Arnaud Anckaert
- 2016 : Regarde les lumières mon amour d'après Annie Ernaux, mise en scène de Vincent Dhelin
- 2016 : Revolt. She said. Revolt again. d'après Alice Birch, mise en scène d'Arnaud Anckaert
- 2017 : Une île de Samuel Gallet, mise en scène de Julien Fisera
- 2017 : Séisme de Duncan Macmillan, mise en scène d'Arnaud Anckaert

## Filmographie (sélection)

### Cinéma
- 2006 : Flandres de Bruno Dumont
- 2007 : Les Yeux bandés de Thomas Lilti
- 2009 : Hadewijch de Bruno Dumont
- 2011 : Hors Satan de Bruno Dumont
- 2013 : Camille Claudel 1915 de Bruno Dumont
- 2013 : Henri de Yolande Moreau
- 2016 : Ma Loute de Bruno Dumont
- 2017 : Jeannette, l'enfance de Jeanne d'Arc de Bruno Dumont
- 2019 : Jeanne de Bruno Dumont

### Télévision
- 2011-2014 : Commissaire Magellan (10 épisodes)
- 2014 : P'tit Quinquin (4 épisodes)

## Distinctions

### Nominations
- César 2017 : César des meilleurs costumes pour Ma Loute
- César 2020 : César des meilleurs costumes pour Jeanne